# Apocalipsis
El Apocalipsis (en griego antiguo, Ἀποκάλυψις Ἰωάννου Apokálypsis Ioánnou, ‘Revelación de Juan’) es el último libro del Nuevo Testamento y, como tal, de la Biblia. También es conocido como Revelación de Jesucristo por el título que al principio se da a este libro (Ἀποκάλυψις Ἰησοῦ Χριστοῦ) y, en algunos círculos protestantes, simplemente como Revelación o Libro de las Revelaciones. Por su género literario, es considerado por la mayoría de los académicos el único libro del Nuevo Testamento de carácter exclusivamente profético.
El Apocalipsis quizás sea el escrito más rico en símbolos de toda la Biblia. La cantidad de símbolos, eventos y procesos complica la tarea de interpretar la totalidad del texto y, como tal, ha sido objeto de numerosas investigaciones, interpretaciones y debate a lo largo de la historia.

## Historia del libro

### Autoría

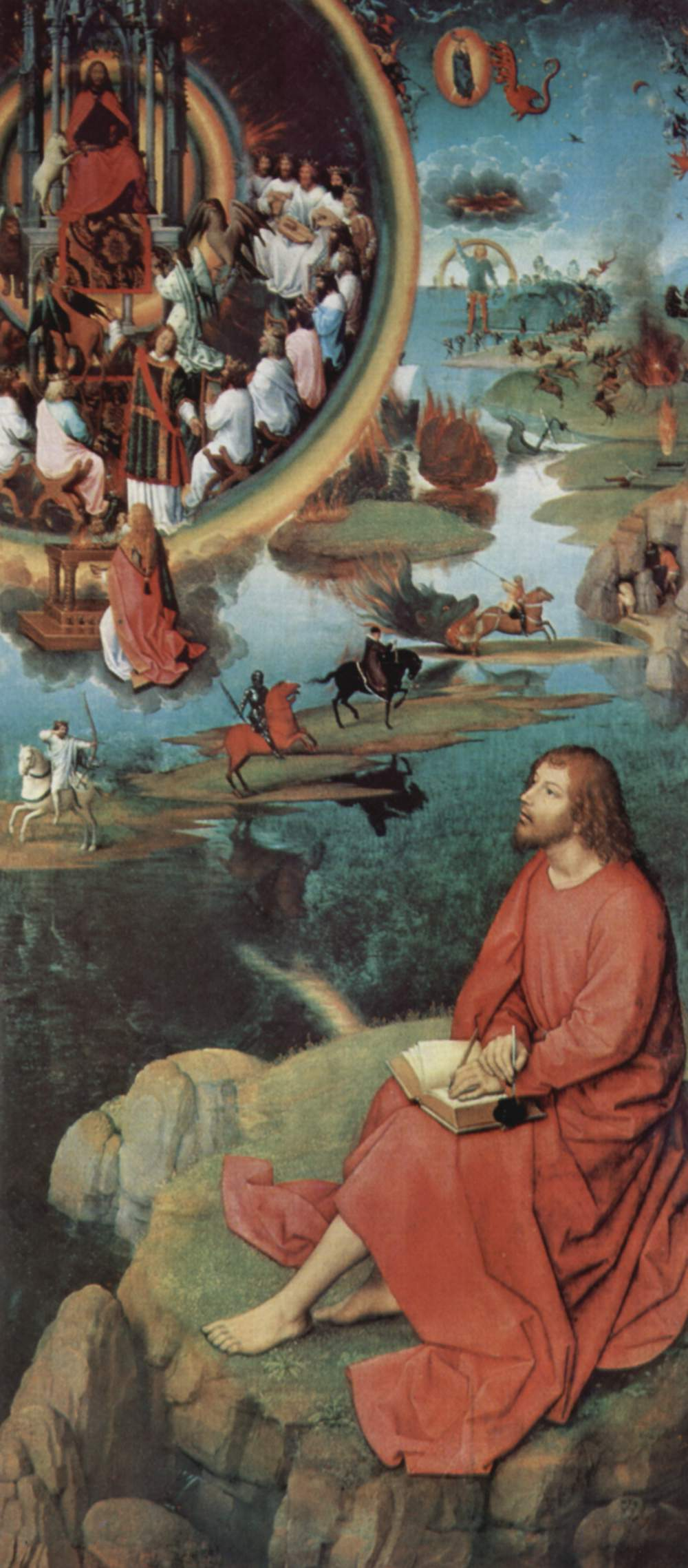
Juan recibe el Apocalipsis de Hans Memling.

El autor se identifica a sí mismo dentro del libro como Juan, siervo de Jesucristo (Ap 1:1), en su condición de desterrado en la isla de Patmos por dar testimonio de Jesús (Ap 1:9).
Ireneo atribuyó la autoría tanto del Apocalipsis como del Evangelio «de Juan» al discípulo de Jesús llamado Juan. Estuvieron de acuerdo con él Papías, Justino, Melitón e Hipólito. Más tarde se le identificó también con el o los autores de tres cartas del Nuevo Testamento, hoy denominadas 1 Juan, 2 Juan y 3 Juan. Esta teoría fue puesta en duda ya en el siglo III por Dionisio de Alejandría, entre otros motivos porque el autor del Apocalipsis no se identifica nunca como apóstol o discípulo de Jesús, ni como autor de un evangelio o epístolas.
En el año 633, el IV Concilio de Toledo afirmó que el Apocalipsis era obra del Evangelista y que debía tenerse por obra divina y ciertamente canónica, castigando con la excomunión a quienes lo negasen.
Hoy día, la mayoría de historiadores se muestran escépticos acerca de que el apóstol Juan escribiese ninguno de los textos citados.Algunos atribuyen estos escritos no al apóstol Juan sino a una supuesta comunidad denominada joánica que habría sido fundada o influenciada por él. Opinan que asignar como autor de las obras a un personaje de renombre era común en la tradición de la literatura apocalíptica.
Del estudio del propio texto, los exegetas modernos han deducido que el autor era un cristiano judío que conocía al detalle las Escrituras judías y que era hostil a ciertas posturas del cristianismo no judío.

### Contexto histórico de su escritura
Los historiadores piensan que el Apocalipsis fue escrito a finales del siglo I o principios del siglo II. Es por ello de la misma época que otros varios libros de misma temática apocalíptica escritos por judíos no cristianos.
Fue en tiempos del emperador Domiciano (César del Imperio Romano a finales del siglo I) cuando las persecuciones romanas contra los cristianos se hicieron más cruentas. Este, como algunos otros emperadores, exigían (ya sea por simple vanidad o como estrategia de coerción a sus súbditos) que sus estatuas fueran adoradas a lo largo de todo el imperio, cosa que los cristianos se negaban a hacer por motivos religiosos: los Césares se autoproclamaban 'Señor de Señores', además de 'hijos de Dios', títulos que los cristianos reservan exclusivamente para Jesucristo.
Por ello, el Apocalipsis conllevaría también un trasfondo histórico que haría referencias múltiples a estas persecuciones y a los consejos que el autor daría a sus lectores, cristianos, de mantenerse en la fe para soportar las angustias, poniendo la esperanza final de la nueva Jerusalén como premio seguro para los que mantuvieran firmes (Prévost, 2001: 27-32).
La siguiente es una lista (incompleta) de algunas fechas importantes a tener en cuenta en el contexto histórico de la escritura del Apocalipsis (Prévost, 2001: 27):
- Década de los años 30: muerte y resurrección de Jesús.
- Años 60: probables fechas de las muertes de los apóstoles Simón Pedro y Pablo de Tarso. Persecución de los cristianos bajo el emperador Nerón.
- 70-73: destrucción por parte de los romanos del templo de Jerusalén, expulsión de los judíos de Jerusalén.
- Después del año 73: los conflictos crecen entre cristianos y judíos. Para los años 90, en que probablemente fue escrito el Apocalipsis, la separación es casi completa.
- 81-96: Domiciano es emperador de Roma. Impone con fuerza el culto divinizante al emperador.

### Canonicidad

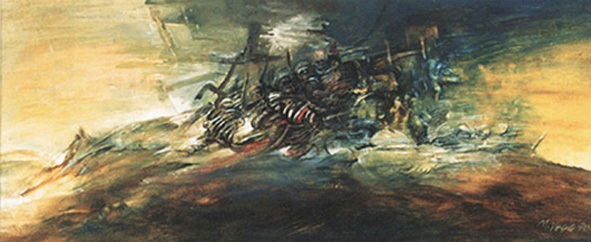
«Apócalíptico I», obra del artista mexicano Mauricio García Vega.

El Apocalipsis es considerado uno de los libros más controvertidos y difíciles de la Biblia, por la variedad de posibles interpretaciones en los significados de nombres, eventos y símbolos que se narran. La admisión de este texto en el canon bíblico del Nuevo Testamento no fue nada fácil, ya que la polémica entre los Padres de la Iglesia al respecto duró varios siglos. El Apocalipsis de hecho fue el último libro en entrar oficialmente en el Nuevo Testamento y todavía hoy su interpretación varía considerablemente entre las diferentes iglesias.

#### Reconocimiento y aceptación del Apocalipsis
Al final del siglo II el Apocalipsis fue reconocido por los representantes de las iglesias principales como una obra genuina del apóstol Juan. En Asia, Melitón, obispo de Sardes, reconoció el Apocalipsis de Juan y escribió un comentario sobre él (Eusebio de Cesarea, Historia Eclesiástica, IV, 26). En la Galia, Ireneo de Lyon creía firmemente en su autoridad divina y apostólica (Adversus Haer., V, 30). En África, Tertuliano citó frecuentemente el Apocalipsis sin dudas aparentes sobre su autenticidad (Contra Marción, III, 14, 25). En Roma, el obispo Hipólito asignó su autoría al apóstol Juan, y el Fragmento Muratoriano lo enumera junto con las otras escrituras canónicas. La Vetus Latina contenía el Apocalipsis. En Alejandría, Clemente y Orígenes creían sin vacilación en su autoría joánica. Orígenes aceptaba el Apocalipsis como inspirado, y lo catalogaba como parte del Homologoumena. Atanasio, obispo de Alejandría, lo reconoció plenamente en su carta pascual 39 en el año 367, así como Agustín de Hipona (397 d. C.) en su libro Sobre la Doctrina Cristiana (libro II, Cápítulo 8), Rufino de Aquilea (400 d. C.) en su Comentario sobre los Apóstoles, el papa Inocencio I (405 d. C.) en una carta al obispo de Toulouse y Juan de Damasco en su libro Una exposición de la fe ortodoxa (730 d. C.).
En occidente, el libro fue definitivamente aceptado por el decreto del papa Dámaso I, en el año 382, confirmado luego por el Sínodo de Hipona (393), el Concilio de Cartago (397), el Concilio de Cartago (419), el Concilio de Florencia (en 1442) y finalmente por el Concilio de Trento (en 1546) junto con todos los demás escritos del Nuevo Testamento. En oriente, fue incluido en el canon después de mucha polémica (que se prolongó hasta el siglo IX) aunque es el único libro del Nuevo Testamento que no es leído como parte de la liturgia en la Iglesia ortodoxa.

#### Adversarios de la canonicidad del Apocalipsis
Algunos, como el romano Cayo, a principios del siglo III rechazaron el Apocalipsis por fomentar el milenarismo. El antagonista más importante de la autoridad del Apocalipsis fue Dionisio, obispo de Alejandría, discípulo de Orígenes. Él no se oponía a la idea de que Cerinto fuese el autor del Apocalipsis como se puede leer en su obra Sobre las promesas:

Esta es la doctrina que enseñaba Cerinto: el reino de Cristo será terrenal. Y como amaba el cuerpo y era del todo carnal, imaginaba que iba a encontrar aquellas satisfacciones a las que anhelaba, las del vientre y del bajo vientre, es decir del comer, del beber, del matrimonio: en medio de fiestas, sacrificios e inmolaciones de víctimas sagradas, mediante lo cual intentó hacer más aceptables tales tesis.

Otro discípulo de Orígenes, Eusebio de Cesarea discrepaba de su maestro alejandrino al rechazar el Apocalipsis como escrito bíblico, aunque se vio obligado a reconocer su casi universal aceptación. Afirmó lo siguiente:

El Apocalipsis es aceptado por algunos entre los libros canónicos, pero otros lo rechazan.

(Historia Eclesiástica, III, 25).

Cirilo de Jerusalén no lo nombró entre los libros canónicos; tampoco aparece en la lista del Sínodo de Laodicea, o en la de Gregorio de Nacianzo. Otro argumento en contra de la paternidad apostólica del libro es su omisión de la versión Peshita, la Vulgata siria en arameo.
En el siglo IV, san Juan Crisóstomo y otros obispos argumentaban contra la inclusión de este libro en el canon del Nuevo Testamento, sobre todo debido a las dificultades que planteaba su interpretación y el peligro latente que podía entrañar. Los cristianos de Siria también lo rechazaron, debido a que los montanistas se apoyaban mucho en él.
En el siglo IX, fue incluido junto con el Apocalipsis de Pedro entre los libros «discutidos» de la Stichometría de san Nicéforo, patriarca de Constantinopla.
Martín Lutero consideraba que el Apocalipsis «no es ni apostólico ni profético», y decía que «Cristo no se enseña ni se sabe de él aquí». (Tratado de Lutero de libros discutidos del , en inglés).

## Análisis del libro
La lectura del libro del Apocalipsis se puede hacer en varios planos (literal, simbólico, por su género literario, con el contexto histórico en que fue escrito, por el mensaje de fondo del que habla, etc.) Según Prévost (2001: 5-9) es necesario comprender todos estos niveles para entender el libro del Apocalipsis y para evitar interpretarlo solamente desde la perspectiva de actitudes de los movimientos apocalípticos que se centran únicamente en el terror que causaría un supuesto fin del mundo:
- Una lectura literal del libro puede dejar distintas impresiones en el lector, pero es importante no quedarse solamente en este nivel, sino profundizar más para una mejor comprensión. Actualmente hay un enfoque hacia la interpretación de un tema y la metodología que hizo posible dicho texto interpretativo, dicho enfoque implica que cuando un comentarista expone sobre la revelación de Juan, tiene que exponer el criterio y la metodología usada.
- El nivel de género literario es muy importante, pues permite ubicar al Apocalipsis dentro del contexto de otros libros (bíblicos y no bíblicos) que con una estructura o simbología similar puedan dar luz para entender lo que el autor del libro en realidad haya querido decir al escribirlo. El Apocalipsis de Juan pertenece de hecho al género Apocalíptico, aunque presenta algunas características que lo diferencian del resto de la literatura apocalíptica.[31]
- El nivel histórico permite también ubicar la época del autor, junto con las crisis y sucesos que podrían haber influido en la escritura tanto del libro en general, como de ciertos pasajes particulares .
- A nivel simbólico es posible entender también lo que para el autor representarían los numerosos símbolos que aparecen en el libro.
- Es importante no olvidar que, en último término, el libro es un escrito cristiano, y que como tal, lleva implícito el mensaje que se encuentra en los Evangelios, centrado en la figura de Jesucristo.[32]

Igualmente, se pueden incluir análisis que contemplen la estructura desde el punto de vista del idioma en que fue escrito el libro (griego). (Vanni, 1971: 236-247; Vanni, 1982: 12)

### Escuelas de interpretación
Según Hahn (2001), básicamente existen cuatro escuelas interpretativas del contenido del Apocalipsis, a saber:
- Preterista. Subraya el cumplimiento de las profecías del Apocalipsis durante el siglo I.[33] Tiende a identificar a los personajes del libro con personajes históricos de la época del siglo I.
- Idealista. Ve al Apocalipsis como una alegoría del combate espiritual entre el bien y el mal que debe tener todo fiel.
- Futurista. Conlleva la identificación de los personajes del Apocalipsis con distintos personajes que han surgido a lo largo de la historia humana, como la identificación de las Bestias del Apocalipsis con Napoleón Bonaparte, Adolf Hitler, Mao Tse-Tung o Iósif Stalin, etc.
- Historicista. Sostiene que el Apocalipsis expone el plan maestro de Dios para la historia, de principio a fin, incluyendo la historia particular de la Iglesia.[34]

Para Hahn, todas estas escuelas tienen su razón de ser y su parte de veracidad, y aunque dicho autor favorece ante todo la visión preterista, no rechaza del todo ninguna de las otras escuelas.
Según Vanni (1982), el mensaje de todo el libro del Apocalipsis puede actualizarse a la época de cualquier comunidad de creyentes cristianos. Por ejemplo, desde la perspectiva preterista, la Babilonia que podría haber representado para el autor a Roma, una ciudad dominadora, consumista, pagana, podría representar hoy en día un sinnúmero de situaciones particulares similares, pero Vanni advierte de no llevar la interpretación al extremo de la identificación como si el Apocalipsis hubiera sido escrito explícitamente para «predecir» los hechos de alguna época. Por eso dentro del Apocalipsis el libro de los siete sellos no lo interpreta, ni lo puede interpretar o siquiera abrir, cualquiera, solo el Cordero (Ap 5:1-8), como diciéndole a la comunidad que siempre el Cordero debe ser su criterio de discernimiento.
Por su parte, Mordillat y Prieur (2008) interpretan el libro con base en su contexto histórico: el del enfrentamiento doctrinal entre judíos cristianos y cristianos gentiles. Para estos autores, el autor del Apocalipsis es ante todo un judío cristiano que ataca a los que incumplen las prohibiciones de la Torá.
Además, se pueden reconocer muchas otras escuelas de interpretación del Apocalipsis, como la visión esotérica y la propia de Iglesias como la Católica, la Ortodoxa oriental, la Anglicana o la Mormona, algunas de las cuales incluyen elementos de las otras escuelas (de las anteriormente citadas y las de otras Iglesias), pero se encuentran bien definidas en sus doctrinas y por eso se diferencian.

### Estructura

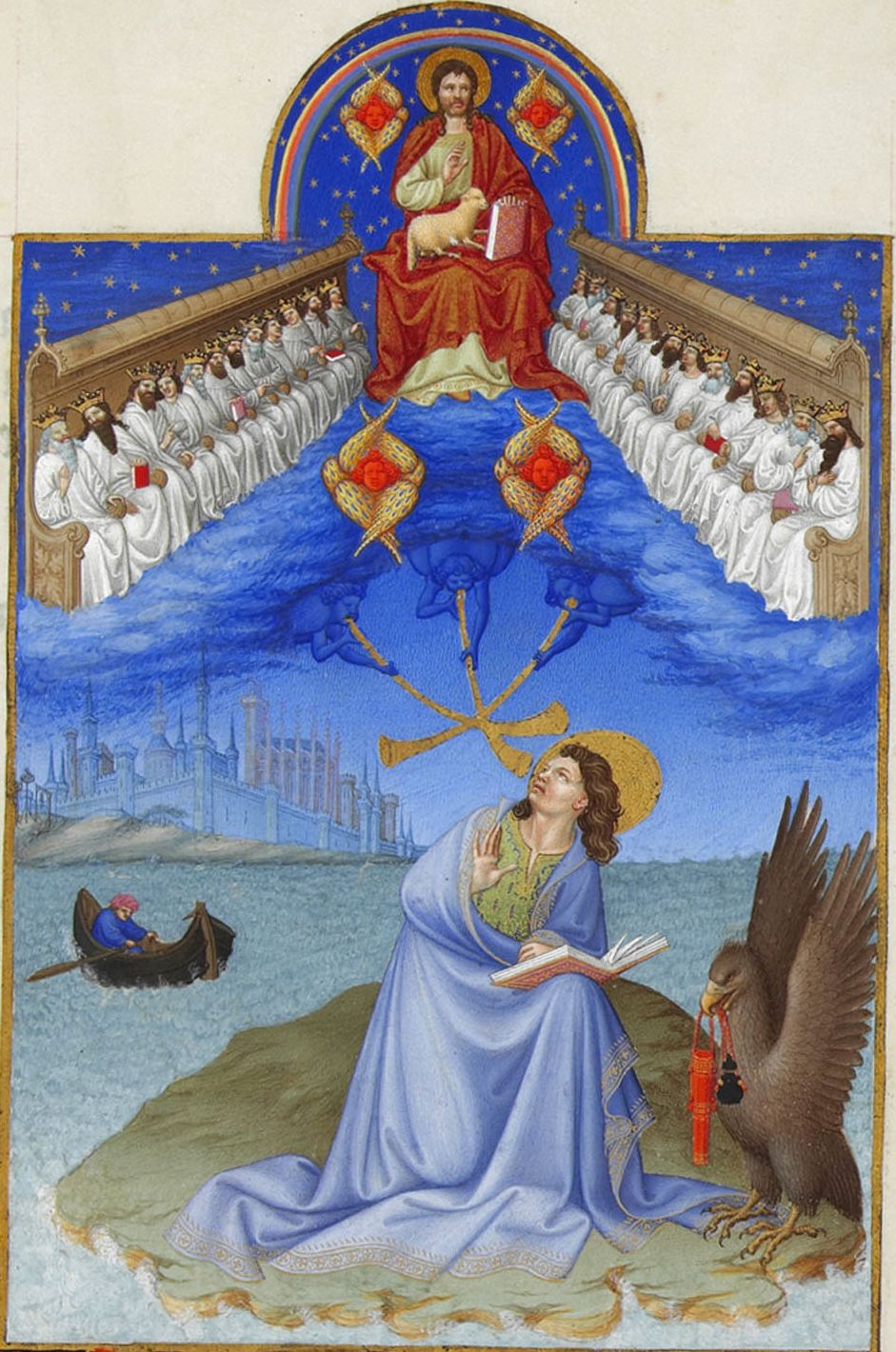
Las Visiones de Juan el Evangelista, de Très Riches Heures du Duc de Berry.

En primer lugar, se puede ver al Apocalipsis como compuesto por cuatro partes:
1. Introducción y Cartas a las Iglesias (Ap 1-3). El contenido de la salutación está dirigido a una jurisdicción eclesiástica y representa una comunicación oficial de un dirigente a su cargo. Siguiendo el ejemplo de otros libros de la época, su distribución es local y luego de su inclusión en el canon, es distribuido a toda la Iglesia. Como si fuera una epístola (pero sin serlo), se podría reconocer aquí a los destinatarios del libro.
2. El Cordero, los Siete Sellos y Trompetas (Ap 4-11). Se ven aquí muchos símbolos que hacen alusión a la liturgia cristiana primitiva, y para Prévost (Prévost, 2001: 28) es también una forma de definirse frente al judaísmo.
3. El Dragón y el combate (Ap 12-20). La historia se vuelca ahora a un combate cósmico (guerra en el cielo) para explicar el sentido de la historia, y a la vez también simboliza —según Prévost (Prévost, 2001: 28)— el enfrentamiento de los primeros cristianos con el imperio romano.
4. La Nueva Jerusalén (Ap 21-22). De forma conclusiva, como una despedida al final del libro, se menciona la esperanza que guía a todo el libro.

El libro del Apocalipsis presenta también secciones bien diferenciadas, en las que los símbolos cambian entre una y otra, aunque conservando un mensaje principal idéntico de esperanza:
- Introducción y Presentación (Ap 1). Presenta la visión de todo el libro e introduce la siguiente sección (el mensaje a las Iglesias) como venido de parte de un ...hombre de larga túnica, cuyos cabellos eran blancos. En su mano tenía siete estrellas y de su boca salía una espada de doble filo..., en referencia a Cristo resucitado.
- El mensaje a las Iglesias (Ap 2-3). Es una serie de evaluaciones, buenas y malas, a siete comunidades, que terminan con un reto y la inspiración para vencer. Las comunidades tienen una relación específica en la época del autor.[37]
- Las Teofanías de Dios (Ap 4). Se presenta un conjunto de símbolos que representan la majestad de Dios, haciendo alusión a las teofanías más importantes del Antiguo Testamento: la zarza ardiente, el monte Sinaí, la vocación de Isaías y la visión de Ezequiel en el río Quebar.
- El Cordero (Ap 5). Se presenta, en contraste pero en unidad con la sección anterior, la humildad y poder del Cordero (Cristo), como el único que es capaz de entender al principio el designio de Dios y por lo tanto de abrir el libro de los siete sellos (sección siguiente).
- Los Siete Sellos (Ap 6-8). En esta sección abundan los símbolos numéricos y cromáticos. La sección comienza con la famosa descripción de los Cuatro Jinetes del Apocalipsis, que llevan numerosas plagas a la humanidad. Durante la apertura de cada sello, se desarrollan también las visiones de cataclismos naturales, que concluyen con el Juicio Final.
- Las Siete Trompetas (Ap 8-11). Con la apertura del séptimo sello, comienza el desarrollo de un nuevo simbolismo numérico de catástrofes anunciadas por 7 trompetas, y el surgimiento de una primera Bestia que guerrea con dos Testigos.
- El Dragón y las Bestias (Ap 12-13). Después, en un cambio en el hilo de la historia, se narra el surgimiento del Dragón que combate con una Mujer que da a luz a un Niño. Después, el Dragón convoca a dos Bestias que lo sirven.
- Los Vencedores (Ap 14-15). Entran en escena los que serán vencedores del Dragón y las Bestias. Aunque en esta parte no se indica aún que los venzan, sí se indica que están de parte del Cordero, y que de hecho este los dirige, dispuestos a vencer.
- Las Siete Copas (Ap 16). De nuevo en un simbolismo numérico, se habla de catástrofes, y de la batalla final que comienza con la reunión de los ejércitos en un lugar llamado Armagedón.
- La Prostituta y la caída de Babilonia (Ap 17-19). Entra en escena la Prostituta (denominada Gran Babilonia), que está sostenida por las Bestias y del Dragón. Entra entonces en escena Cristo montado en un caballo blanco, la Gran prostituta es vencida y las Bestias son capturadas y echadas al lago de fuego.
- La Derrota (Ap 20). Se menciona que el Dragón queda encerrado por mil años luego de la victoria de la sección anterior y que al final volverá a salir reuniendo a todas las naciones representadas por Gog y Magog para ser vencido de nuevo, esta vez de manera definitiva.[38]
- La nueva Jerusalén (Ap 21-22). La visión concluye con esperanza: la tierra y el cielo son hechos de nuevo, Jerusalén, como símbolo de la ciudad de Dios, es toda la Tierra donde ahora Dios habita directamente en medio de todos los hombres. El libro, y por lo tanto la Biblia cristiana concluyen con una bendición y una petición que apremian a Jesús a volver pronto.

#### Estructura septenaria delApocalipsis
La estructura del Apocalipsis se puede ver también de acuerdo a septenarios: dividido en 7 grupos, cada grupo a su vez puede subdividirse en subgrupos de 7 junto con preludios, interludios y otros excursos (Läpple, 1970)
1. Prólogo (Ap 1:1-8)
1. Título (Ap 1:1-3)
2. Salutación (Ap 1:4-8)

2. Las siete cartas (Ap. 1:9-3:22)
- Visión preparatoria (Ap 1:9-20)

1. Carta a la Iglesia de Éfeso (Ap 2:1-7)
2. Carta a la Iglesia de Esmirna (Ap 2:8-11)
3. Carta a la Iglesia de Pérgamo (Ap 2:12-17)
4. Carta a la Iglesia de Tiatira (Ap 2:18-29)
5. Carta a la Iglesia de Sardis (Ap 3:1-6)
6. Carta a la Iglesia de Filadelfia (Ap 3:7-13)
7. Carta a la Iglesia de Laodicea (Ap 3:14-22)

3. Los siete sellos (Ap 4:1-8:1)
- Visión preparatoria: liturgia celestial (Ap 4:1-5:14)

1. Los cuatro primeros sellos (Ap 6:1-8)
2. El quinto sello (Ap 6:9-11)
3. El sexto sello (Ap 6:12-17)

- Una multitud de salvados (Ap 7:1-8)
- Liturgia celestial: Los mártires del Cordero (Ap 7:9-17)

4. El séptimo sello (Ap 8:1)
4. Las siete trompetas (Ap 8:2-14:5)
- Visión preparatoria (Ap 8:2-5)

1. Las cuatro primeras trompetas (Ap 8:6-13)

1. La quinta trompeta (Ap 9:1-12)
2. La sexta trompeta (Ap 9:13-21)
  - El rollo profético (Ap 10:1-11)
  - Los dos testimonios (Ap 11:1-14)

4. La séptima trompeta (Ap 11:15-19)
5. La mujer y el dragón (Ap 12:1-18)
6. Las dos bestias (Ap 13:1-13:18)
7. Liturgia celestial: El Cordero y su séquito (Ap 14:1-5)
5. Las siete copas (Ap 14:6-19:8)
1. Visión preparatoria (Ap 14:6-13)
2. La tierra, segada y vendimiada (Ap 14:14-20)
3. Las últimas plagas. Cántico de triunfo (Ap 15:1-8)
4. Las siete copas (Ap 16:1-21)
5. La gran prostituta (Ap 17:1-18)
6. La caída de Babilonia (Ap 18:1-8)
7. Lamentaciones sobre Babilonia (Ap 18:9-24)
8. Liturgia celestial: La boda del Cordero (Ap 19:1-8)

6. Las siete visiones del fin (Ap 19:8-22:17)
1. Introducción (Ap 19:8-10)
2. Aparición del Mesías (Ap 19:11-16)
3. Llamamiento al juicio de Dios (Ap 19:17-18)
4. Primera derrota de las fuerzas del mal (Ap 19:19-21)
5. El reino de mil años (Ap 20:1-6)
6. Derrota definitiva de Satanás (Ap 20:7-10)
7. El juicio universal (Ap 20:11-15)
8. El cielo nuevo y la tierra nueva (Ap 21:1-8)
9. La nueva Jerusalén (Ap 21:9-22:6)

7. Epílogo (Ap 22:18-21)
1. Conclusión (Ap 22:18-21)

### Capítulos
Apocalipsis cuenta con 22 capítulos.

### Simbología delApocalipsis
El Apocalipsis cita o parafrasea frecuentemente al Antiguo Testamento, por lo que muchos de los símbolos presentes en este libro son sacados de una lectura cristiana del Antiguo Testamento (Vanni, 1982: 33).

#### La liturgia
Vanni (1982: 88) apunta que en el trasfondo del texto subyace el ritmo propio de la liturgia de los primeros siglos del cristianismo, liturgia que hoy sigue vigente aunque con numerosos cambios (Hahn, 2001).
En algunos puntos, pareciera como si la intención del autor fuera que se leyera el libro en comunidad, con un lector que haga las veces de Cristo, otros haciendo las veces de otros personajes, y el resto de la comunidad respondiendo en las partes que les correspondan (alabanzas, doxologías, oraciones, peticiones, etc.) Véase por ejemplo Ap 1:1-8; Ap 4-5; Ap 11:15-19; Ap 22:14-21, etc.
De hecho, tomando como contexto el «día del Señor», en que el autor dice haber recibido la visión (Ap 1:9-10), puede verse una imagen de una liturgia cristiana primitiva en todo el libro. La parte penitencial (la que pide y mueve a conversión) serían las cartas a las Iglesias (Ap 2-3), mientras que el resto del libro hablaría a la comunidad sobre la necesidad de hacerse actora en la historia, llena, sí, de malos momentos, pero siempre acompañada del Cordero (Vanni, 1982: 127). Para (Hahn, 2001) prácticamente todos los elementos de la celebración del sacramento de la Eucaristía en la Iglesia Católica son tomados de una u otra forma de figuras del Apocalipsis, convirtiendo así al libro en una especie de guía figurada de la liturgia cristiana primitiva.
Por último, la liturgia se ve reflejada en muchos símbolos a lo largo de los pasajes del libro. Por ejemplo, las oraciones. Al inicio éstas se presentan ante el trono de Dios en copas (Ap 5:7-8), tal vez inmerecidas, pero purificándolas un ángel con incienso, adquieren su valor y su fuerza verdaderos (Ap 8:3-5). Y precisamente estas mismas copas son las que posteriormente llevan ahora la furia de Dios (ver el septenario de las copas), una respuesta a las oraciones de los cristianos (los consagrados y los santos que elevaron en un principio sus oraciones). (Vanni, 1982: 143-148)
(Hahn, 2001) muestra la siguiente tabla, en la que el autor empareja varios pasajes del Apocalipsis con partes definidas de la Eucaristía:
| Culto dominical                     |  | Ap 1:10                              |
| Sumo Sacerdote                      |  | Ap 1:13                              |
| Altar                               |  | Ap 8:3-4,11:1,14:18                  |
| Sacerdotes (presbyteroi o ancianos) |  | Ap 4:4,11:16,14:3,19:4               |
| Ornamentos                          |  | Ap 1:13,4:4,6:11,7:9,15:6,19:13-14   |
| Célibes consagrados                 |  | Ap 14:4                              |
| Candeleros, o menoráh               |  | Ap 1:12,2:5                          |
| Penitencia                          |  | Ap 2,3                               |
| Incienso                            |  | Ap 5:8,8:3-5                         |
| Libro o rollo                       |  | Ap 5:1                               |
| Hostia eucarística                  |  | Ap 2:17                              |
| Cálices                             |  | Ap 16,15:7,21:9                      |
| La señal de la cruz (la tav)        |  | Ap 7:3,14:1,22:4                     |
| El Gloria                           |  | Ap 15:3-4                            |
| El Aleluya                          |  | Ap 19:1;3;4;6                        |
| Levantemos el corazón               |  | Ap 11:12                             |
| «Santo, santo, santo»               |  | Ap 4:8                               |
| El Amén                             |  | Ap 19:4,22:21                        |
| El «Cordero de Dios»                |  | Ap 5:6 y a lo largo de todo el libro |
| La Virgen María                     |  | Ap 12:1-6;13-17                      |
| Intercesión de ángeles y santos     |  | Ap 5:8,6:9-10,8:3-4                  |
| El arcángel Miguel                  |  | Ap 12:7                              |
| Canto de antífonas                  |  | Ap 4:8-11,5:9-14,7:10-12,18:1-8      |
| Lecturas de la Sagrada Escritura    |  | Ap 2,3,5,8:2-11                      |
| Sacerdocio de los fieles            |  | Ap 1:6,20:6                          |
| Catolicidad o universalidad         |  | Ap 7:9                               |
| Silencio meditativo                 |  | Ap 8:1                               |
| La cena nupcial del Cordero         |  | Ap 19:9,17                           |

#### Números y colores
Entre los numerosos símbolos presentes en todo el libro, dos características destacan: los «números» y los «colores». Muchos de los significados de estos símbolos son, de hecho, propios de la literatura apocalíptica, no solamente de este libro (Prévost, 2001: 53,60).

##### Números
Prévost (2001: 39-43) menciona que los distintos números mencionados en el Apocalipsis tienen siempre un carácter simbólico. El significado de los números se daría en función del sentido que los cristianos de la época del siglo I les darían, y que estarían directamente influenciados por los significados que los judíos le darían a muchos de esos números:
- Uno. Normalmente se usa para referirse a Dios. (p.ej. Ap 4:2)
- Un medio, tres y medio. Parece ser que estos números están directamente heredados del libro de Daniel; representan un tiempo limitado y restringido, que no llegaría a ser uno (que significa la plenitud de Dios) o cuatro (que significa lo terrenal o universal), incluso por ser la mitad de siete (la perfección). El tres y medio se ve reflejado también en la frase un tiempo, tiempos y medio tiempo. Esta división en tres partes también se podría basar en una interpretación de la profecía de las setenta semanas de Daniel, con una división semejante en tres partes: 49 años + 434 años + 7 años, a partir de uno de los decretos dados por los reyes persas para que los judíos salieran de la cautividad babilónica, de los cuales los más famosos fueron el de Ciro el Grande en el 538 a. C. y el de Artajerjes I Longímano en el 457 a. C., (2Cr 36:22-23), (Esdras 7:7), (Dn 9:24-27). Asimismo, los mil doscientos sesenta días mencionados en el libro, así como los cuarenta y dos meses, son equivalentes a tres años y medio. (p.ej. Ap 8:1;11:2-3,9,11;12:6,14)
- Cuatro. Se puede referir a lo terrenal o Universal, o Creación (por los cuatro puntos cardinales), e igualmente se aplica a los cuatro Vivientes que se encuentran con Dios al inicio de la visión, y que algunos identifican con los cuatro evangelistas (aunque esto último tiene escasa justificación[40]). Sin embargo, con base en el simbolismo de toda la Creación, los cuatro vivientes que están con Dios podrían representar más bien el dominio que tiene Dios sobre toda la Creación y la relación que esta tiene con su Creador. (Vanni 1982: 50-51) (p.ej. Ap 4:6-8;7:1;20:8)
- Seis. En algunos contextos denota imperfección, pues le falta uno para llegar a la cifra perfecta (ver símbolo siguiente) (p.ej. Ap 13:18). Por otro lado también, cada uno de los cuatro Vivientes que están junto al trono de Dios tienen seis alas (Ap 4:8).
- Siete. Para los judíos, el número siete (en hebreo, sheba) denota la perfección.[41] Este número está presente en muchos libros del Antiguo Testamento y del Nuevo Testamento, siempre con el mismo significado.[42] (p.ej. Ap 1:4,12,16;4:5 y los septenarios)
- Doce. Representa en primer lugar a las doce tribus de Israel, y por extensión al pueblo de Dios. De forma cristiana entonces, este número representa a los cristianos (que según su interpretación son el nuevo pueblo de Dios), en particular representados por el número de los apóstoles (p.ej. Ap 12:1;21:12,14,20,21). Otros números directamente influenciados por el doce son el veinticuatro (24 = 12 x 2), el cuarenta y ocho (48 = 12 x 4) y el ciento cuarenta y cuatro (144 = 12 x 12). (p.ej. Ap 4:4,10;5:8;7:4-8;11:16;19:4)
- Mil. Este número no representaría la cantidad exacta de 1000, sino la idea general de un gran número (por ejemplo, los mil años de encierro del Dragón antes de que se vuelva a levantar y sea vencido para siempre (Ap 20), no representarían un período de exactamente mil años sino solamente la idea general de mucho tiempo). (p.ej. Ap 5:11;7:4-8;20:2-7)

Igualmente, muchos otros números aparecen en el libro, que siguiendo la interpretación de la literatura apocalíptica, tienen también un significado simbólico. El tres por ejemplo puede representar a Dios, y aunque para los judíos de por sí el número tres ya es representativo de la divinidad, desde el punto de vista cristiano también lo hace tomando en cuenta la Trinidad Padre, Hijo y Espíritu Santo. Por otro lado en el Apocalipsis, el tres aparece como una fracción, en vez de como el número entero (una tercera parte, un tercio, indicando también que ni es el Uno pleno de Dios, ni el Cuatro pleno de la Creación, y que dos tercios no se ven afectados por lo que la tercera parte sí lo es). Aparecen también otros números como el dos, el diez, entre otros.

##### Colores
Los colores también juegan un papel importante y tendrían un significado propio (Prévost, 2001: 37-38).
- Blanco. Pureza, victoria. (p.ej. Ap 1:14;4:4;19:14;20:11)
- Negro. Desgracia, miseria. (p.ej. Ap 6:5,12)
- Rojo. Violencia. (p.ej. Ap 6:4;9:17;12:3)
- Verde o Amarillo. Muerte. (p.ej. Ap 6:8)
- Púrpura. Desenfreno. (p.ej. Ap 17:4;18:12,16)
- Escarlata. Desenfreno. (p.ej. Ap 17:3-4;18:12,16)

#### Los septenarios

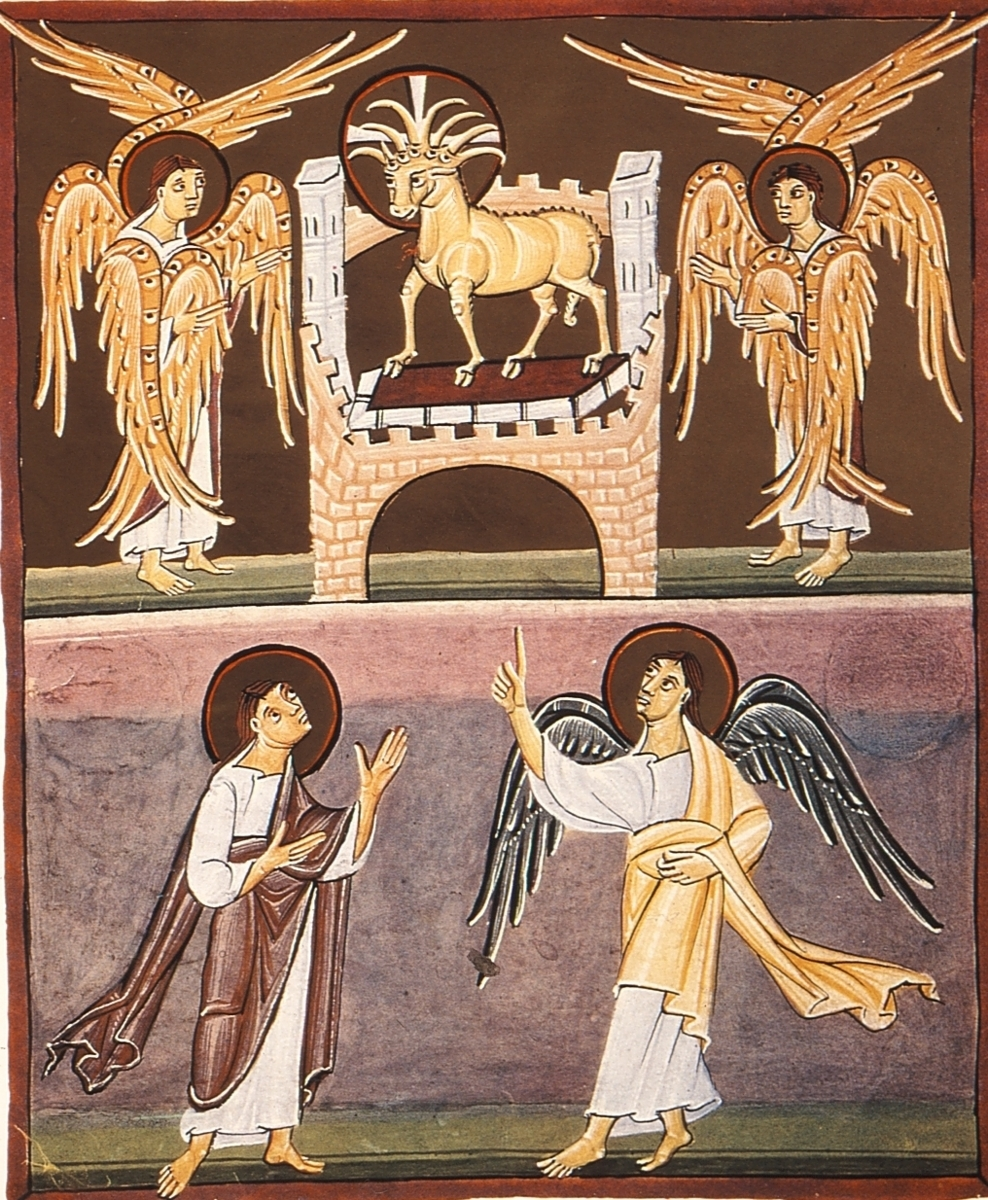
El Cordero con el libro de los siete sellos, folio 13v del Apocalipsis Bamberg.

El libro del Apocalipsis contiene series del número 7 a lo largo de todo su corpus. Las más notorias se encuentran por la relación que guardan entre sí los tres septenarios de sellos, trompetas y copas.
El septenario de los sellos (Ap 4-8:2) se da conforme el Cordero va abriendo uno a uno los sellos de un libro que nadie podía abrir excepto él. Antes de romper los sellos la visión se encuentra en el cielo, con las teofanías de Dios y el Cordero y la alegría que causa que este sea capaz de abrir el libro. Los primeros cuatro sellos originan a los jinetes del Apocalipsis. Los sellos 5 y 6 originan cataclismos. Después del sexto sello se da una visión de esperanza (los 144 000) y con el séptimo sello comienza el siguiente septenario: las trompetas, y con ellas en realidad todo el resto del libro que concluye con la visión final de la Nueva Jerusalén.
El septenario de las trompetas (Ap 8-11) comienza con una visión celeste de esperanza (básicamente los mismos 144 000 que vienen antes del séptimo sello que coincide con la primera trompeta), después se tocan las trompetas, acompañadas de cataclismos. Luego de la sexta trompeta, viene una visión de esperanza (el ángel y el librito, los dos testigos). Al tocarse la séptima trompeta, hay un cántico de victoria.
El septenario de las copas (Ap 15-22) aparece un poco después. De nuevo, comienza con una visión celeste de esperanza (los Vencedores). Después las copas se derraman en libación, acompañadas de cataclismos. Luego de la sexta copa, aunque sumergido en un ambiente de derrota, viene una promesa de esperanza. La conclusión de este septenario, luego de derramar la séptima copa comienza con la presentación de la Prostituta de Babilonia, pero nótese que inmediatamente comienza su declive, e in crescendo desemboca hasta la visión gloriosa del final del libro.
Así pues, los tres septenarios más importantes del Apocalipsis tienen aproximadamente la misma estructura: una visión celeste que es preludio de la esperanza, una serie de cataclismos terrestres, luego del sexto símbolo hay un interludio de esperanza y al finalizar el séptimo símbolo hay un triunfo total de salvación. (Prévost 2001: 102)
Otros septenarios del libro, algunos un tanto velados, se encuentran en las iglesias a las que se dirige el autor (7, Ap 1:4), que son las mismas a las que se dirigen las cartas a las Iglesias de los capítulos 2 y 3; en las bienaventuranzas mencionadas (7, Ap 1:3;14:13;16:15;19:9;20:6;22:7;22:14); en las aclamaciones litúrgicas a Cristo (7, Ap 1:4-7;5:9-10;5:12;5:13;7:10;11:15;19:6-7); en los espíritus que están ante el trono de Jesucristo (7, Ap 1:4), etc.
En este contexto, también se puede analizar la estructura del Apocalipsis de acuerdo a septenarios.

#### Personajes y figuras en la simbología delApocalipsis
Conjuntando el significado de la diversa simbología del Apocalipsis, se pueden encontrar dentro del mismo una variedad de personajes y figuras frecuentemente analizadas y estudiadas. Además del libro, del Arca de la Alianza y de los componentes de los septenarios (los 7 sellos, las 7 trompetas y las 7 copas), en orden de aparición algunas de las figuras del Apocalipsis son:

##### Los Cuatro Jinetes delApocalipsis

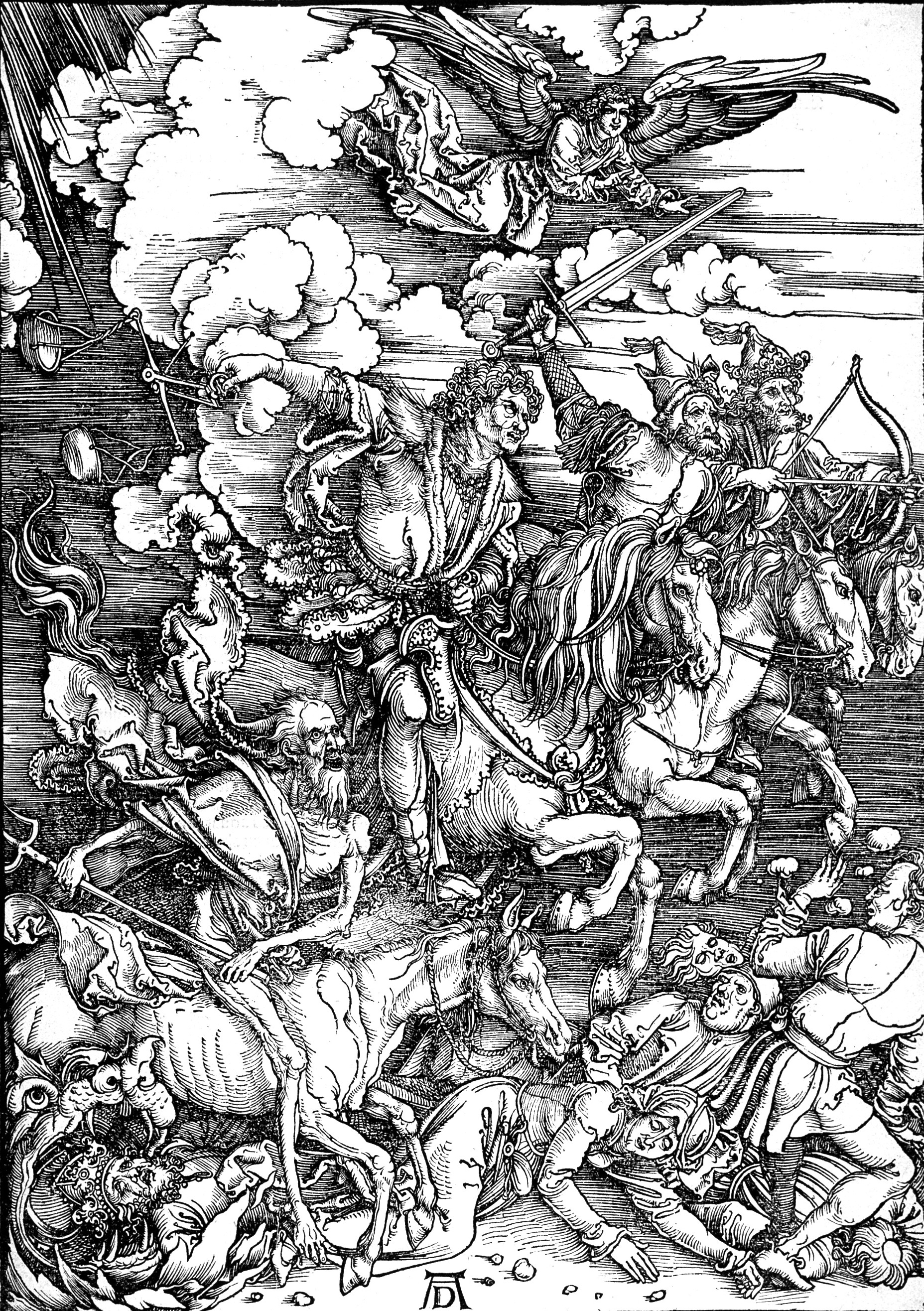
Los cuatro jinetes del Apocalipsis, de Alberto Durero.

(Ap 6:1-8) La imagen de caballos viene desde el libro de Zacarias, en donde se establece que son enviados por Dios. Montando cada uno un caballo con un color característico, estos jinetes llevan plagas a toda la humanidad (recordando que el número 4 representa a toda la Creación, por lo que las plagas se extenderían entonces por toda la Tierra). Recordando el significado de los colores, la interpretación más común de lo que cada jinete representa sería la siguiente (Prévost 2001: 38; Vanni, 1982: 53-54):
- Caballo rojo, representa la guerra.
- Caballo negro, representa la hambruna, la pobreza.
- Caballo verde o amarillo, representa la muerte o la enfermedad.
- Caballo blanco, representa para algunos la muerte, por el hecho de que vence siempre, pero para otros, por el color, por el hecho de que porta una corona[46] y por el hecho de que los cristianos no creen que la muerte sea invencible, representaría más bien a Cristo (o a un jinete en su representación), haciendo referencia también a Ap 19:11-21, donde vuelve a aparecer el caballo blanco, con Cristo montándolo.

##### Los 144 000
(Ap 7:4-8) Hay que notar primero que 144 000 = 12 x 12 x 1000, es decir, recordando el significado de los números, es un número que representa una gran cantidad (1000), multiplicada por la totalidad (al cuadrado, es decir, todavía más grande) en relación con el pueblo de Dios.
Esta cifra puede interpretarse literalmente a partir del libro del Apocalipsis como el número de las personas que quedarían salvadas al final, pero leyendo más adelante, se puede leer lo siguiente: ...vi luego también una multitud que nadie podía contar, de toda nación, raza y lengua... (Ap 7:9-17), lo que se puede interpretar también como el hecho de que el número 144 000 no sería exacto ni literal, sino solamente representativo.
El total de 144 000 se da por la suma de doce mil miembros de cada tribu del pueblo de Israel. Según Prévost (2001: 105-106) existe una curiosidad en este listado de las tribus, que no aparece en cualquier otro listado de las tribus de Israel en toda la Biblia. En primer lugar aparece la tribu de Judá, como sería lógico para quien tiene claro de donde viene el Mesías según las profecías del Antiguo Testamento. Después viene la tribu de Rubén, que siendo hermano mayor de Judá no prevaleció. Por otra parte no aparecen las tribus de Dan, ni la de Efraín que en otros listados sí aparecen, en cambio aparecen las de Leví y José. Y después, la parte más extraña, si se recuerda que las tribus de Israel están asociadas a los 12 hijos de Jacob, y que este tuvo sus doce hijos a partir de varias esposas: dos esclavas (Zilpa y Bilha) y dos no esclavas (Lea y Raquel). Por lo general, uno esperaría, como de hecho sucede en los otros listados, que primero se enlisten los hijos de las esposas no esclavas, y por último los de las esclavas. En el listado del Apocalipsis, después de mencionar a Judá y Rubén, se enlistan primero las tribus de los hijos de las esclavas (Gad, Aser y Neftalí) y al último el resto (Manasés —hijo de José—, Simeón, Leví, Isacar, Zabulón, José y Benjamín).

##### La Bestia y su número

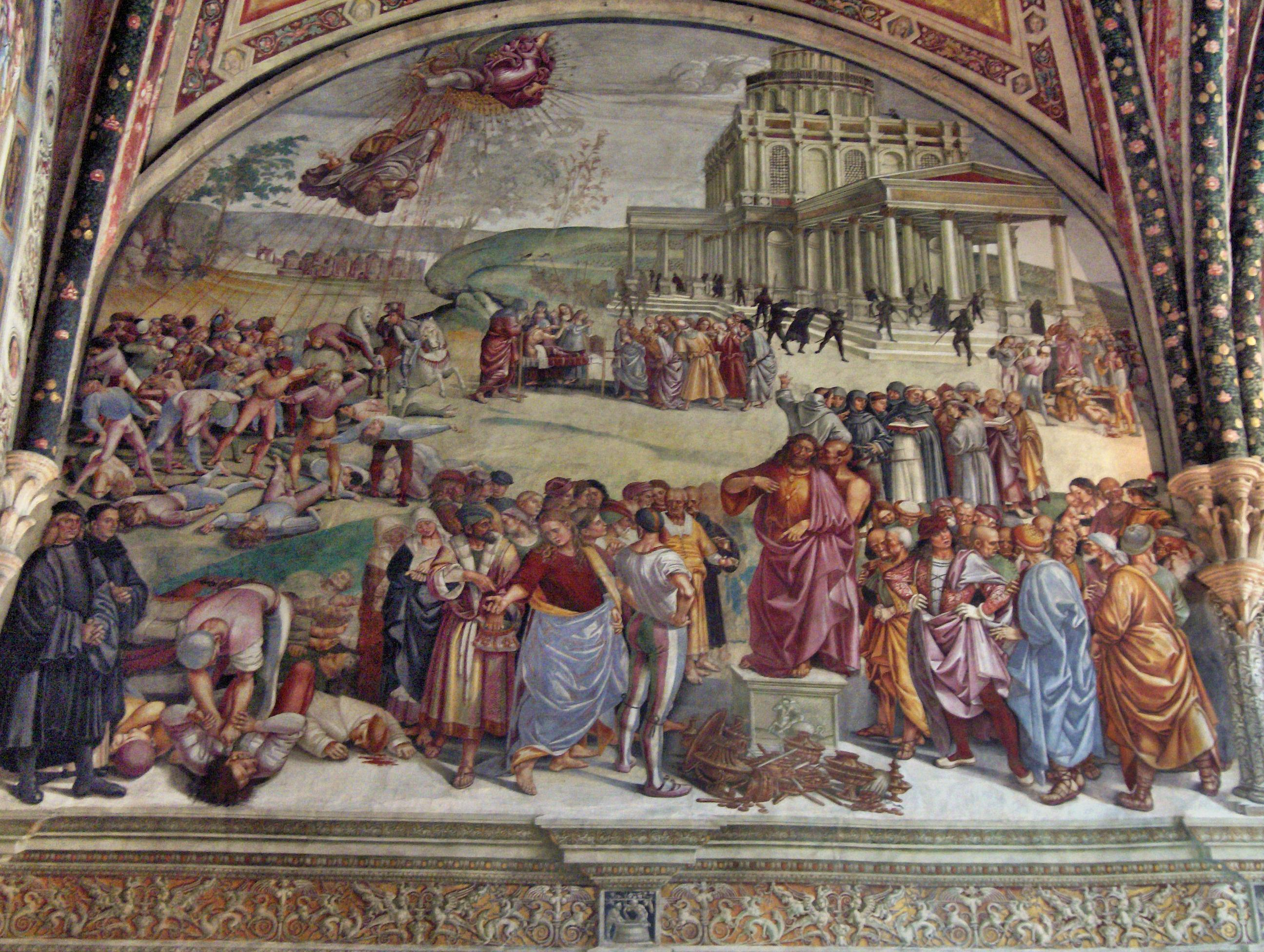
Predicación del Anticristo por Luca Signorelli en la capilla de San Bricio en la Catedral de Orvieto

(Ap 13) Este es uno de los símbolos más famosos heredados del libro del Apocalipsis. El número 666 de la Bestia se suele identificar con el Diablo (aunque aquí el Dragón del Apocalipsis es representativo del mismo —Ap 12:9—) o con el Anticristo.
En el Apocalipsis, sin embargo, únicamente se menciona esta cifra una vez (Ap 13:18), para decir que es el número de la Bestia que sirve al Dragón (y después se le asocia con la marca de la Bestia que llevarían todos aquellos que concuerden con el Dragón y la Bestia). Hay que recordar primero que el significado del número 6 es de imperfección (por faltarle una unidad para la perfección del número 7), y el número 666 representaría entonces una imperfección llevada hasta el extremo.
Hay autores que buscan identificar el número 666 con un personaje histórico de la época en que fue escrito el libro  ya que en numerosos textos bíblicos sugiere que el Anticristo era un personaje de la época de los apóstoles:  

Y todo espíritu que no confiesa a Jesús, no es de Dios; y este es el espíritu del anticristo, del cual habéis oído que viene, y que ahora ya está en el mundo.

Y sobre la base de esto intentan encontrar un juego numérico (conocido como gematría) con las letras del alfabeto griego (idioma en que fue escrito el libro) que pudiera dar la equivalencia para reconocer con este número a la principal Bestia del Apocalipsis. Estos juegos eran comunes a la época de la escritura del Apocalipsis, y se han encontrado vestigios de ellos también en otros escritos. Se asigna a cada letra (alfa, beta, gamma,... psi, omega) un número: las primeras del 1 al 10 (excepto el 6), luego de diez en diez hasta el 80, luego el 100 y de cien en cien hasta el 800. Una palabra o frase conocida tenía entonces un número asociado al sumar las cifras equivalentes a cada letra; el inverso de este juego consiste en dar un número (como es el caso del 666 del Apocalipsis) y tratar de identificar qué palabra o frase cumple también con estas características. Siguiendo este juego numérico, se puede llegar a concluir que el número representaría a Domiciano, que persiguió a los cristianos en la época de la escritura del Apocalipsis, o en general a los Césares romanos que se autoproclamaban dioses y que exigían a sus súbditos que así fueran adoradas sus estatuas. (Prévost 2001: 45-49)
Algunas investigaciones también concluyen que el número 666 dado en este pasaje del Apocalipsis es erróneo, ya que existen algunas versiones del libro que datan del siglo II o III y que tienen como número de la Bestia al seiscientos dieciséis (y con el cual a través de los mismos juegos numéricos se podría relacionar a varios Césares romanos, por ejemplo Calígula, emperador romano caracterizado por su crueldad). (Prévost, 2001: 46,48) 

Igualmente que con otros símbolos del Apocalipsis, hay muchas otras interpretaciones que identifican a la Bestia con personajes de distinta índole a lo largo de la historia (y que a través de otros juegos ingeniosos reconocen al 666 apocalíptico con ellos). Hay incluso interpretaciones que identifican al 666 con fechas. 
La primera Bestia y los Dos Testigos

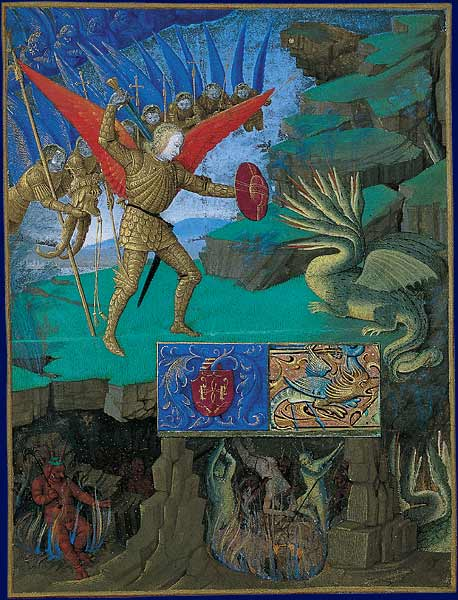
San Miguel combatiendo al Dragón, de Jean Fouquet.

Otros manejan la posibilidad de identificar a la Bestia a la que históricamente se referiría el autor del Apocalipsis, con el emperador Nerón, que para la época de la redacción del libro, aún dejaría un recuerdo de las torturas y persecuciones de su época. Tomando la frase 'Nerón César', en hebreo o en griego, considerando únicamente las consonantes y tomando números de acuerdo a una numeración del alfabeto hebreo, similar a la anterior, la suma daría de nuevo el famoso número 666.  Es más, si se toma la frase 'Nerón César', pero no en griego sino en latín, el número resultante es el 616. 
Dentro del libro del Apocalipsis se menciona que una primera Bestia mata a dos Testigos de Dios en una ciudad, los cuales, por cierto, luego de muertos resucitan a los tres días y medio y son ascendidos a los cielos a la vista de sus enemigos (Ap 11). La descripción de dos testigos va de acuerdo con la ley judía que establece que solo se acepta el testimonio de dos testigos. Algunos han querido reconocer en estos dos Testigos a los apóstoles Pedro y Pablo, muertos durante la época de Nerón. Sin embargo, en el Apocalipsis no se reconoce que esta primera Bestia sea la misma que la del número 666.
Para Hahn (2001), los dos testigos representan al profeta Elías y a Moisés, personajes en quienes a su vez se personificaría toda la Ley y los Profetas del Antiguo Testamento.
Otra interpretación que se da a los dos Testigos es que corresponden a Elías y a Enoc, debido a que en toda la historia que relata la Biblia estos dos personajes no han muerto: Elías fue llevado al cielo en un torbellino ante un carro de fuego que lo separó de Eliseo(2Kin 2:11), y Enoc: Caminó, pues, Enoc con Dios, y desapareció, porque le llevó Dios. (Gn 5:24). Debido a que todo hombre debe morir, y estos dos personajes no han muerto, se presume que el evento relatado en el Apocalipsis sería el tiempo de la muerte de ellos.

##### Babilonia y la prostituta

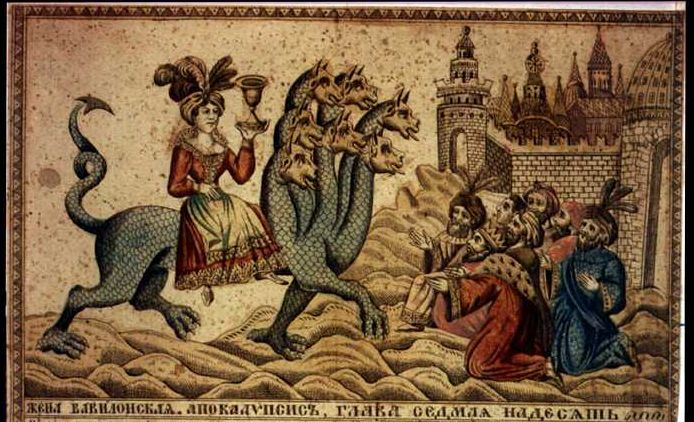
La ramera de Babilonia sobre la bestia de siete cabezas, de una pintura rusa del.

(Ap 17) Para Prévost (2001: 32,124), en este símbolo podría verse la alusión política que en la época de la escritura del libro, el autor haría de sus enemigos:
Antes de nada, debe recordarse que para los judíos la ciudad de Babilonia representa el exilio, luego de que los babilonios exiliaron a la élite de la sociedad judía de Jerusalén en el año 587 a. C. Igualmente, significa para ellos la perversión de las costumbres judías, que se fueron mezclando con elementos de idolatría en esa ciudad, pecado fuertemente condenado por ellos. Así pues, Babilonia representa tanto el poder dominador extranjero, como la idolatría.
Por eso en el Apocalipsis (igual que en otros libros del Nuevo Testamento), Babilonia se suele identificar (siguiendo la línea de estas mismas investigaciones) con la Roma imperial que perseguía a los cristianos y que les exigía idolatrar al César como un dios. De hecho en el Apocalipsis, en la descripción de Babilonia con sus siete montes, podría reconocerse a la ciudad de Roma. La prostituta del Apocalipsis tendría entonces el mismo significado de perversión, idolatría y desenfreno característicos de la alta sociedad romana de ese entonces.
Por otra parte, otros identifican a Babilonia con la Jerusalén de los judíos (que igualmente tiene siete montes), y que contrasta fuertemente con la Nueva Jerusalén del final del libro. (Por ejemplo (Hahn, 2001), que centra gran parte de su interpretación de las catástrofes del Apocalipsis en una analogía con la caída de Jerusalén en el año 70, y también )
Existen muchas otras interpretaciones sobre la identidad de esta ciudad calificada de perversa, desde el papado católico, hasta una pléyade de ciudades y personalidades según se han presentado a lo largo de la historia.

##### La Mujer vestida de sol y el Niño
(Ap 12) La «mujer revestida del sol, la luna bajo sus pies y en la cabeza una corona de doce estrellas» aparece en Apocalipsis como la que engendra al Niño que el Dragón quiere combatir. Este niño es 'raptado' al cielo para después reinar, así que el Dragón se vuelca a combatir contra la Mujer y luego contra el resto de su descendencia.
Para Prévost (2001: 108), la clave para reconocer a la Mujer se encuentra primero en reconocer al Niño. Desde una perspectiva que considera al Apocalipsis como completamente cristocéntrico, se puede interpretar entonces que el Niño representaría efectivamente a Cristo.
Desde una perspectiva de la mariología, se vería en esta Mujer un símbolo de la Virgen María. Sin embargo, son muchos los grupos cristianos (de diversas Iglesias, incluidos algunos católicos), que interpretan en este símbolo al pueblo de Dios, que antes del nacimiento de Jesús representaría al Israel fiel, y después a los cristianos. Incluso la postura mariana, no dejando atrás el hecho de que la Mujer sería efectivamente María, lo hace siempre desde la perspectiva eclesiológica, de comunidad. (Prévost 2001: 107-108)
La descripción de la Mujer en Ap 12:1 es muy parecida a la imagen de la Virgen de Guadalupe, quien está tapando el sol (pues se ven los rayos amarillos desde atrás) y está encima de la luna, y en su cabeza hay un manto con varias estrellas (que no son exactamente 12); esta imagen también es muy parecida a lo descrito en Ap 12:14, «Pero se le dieron a la mujer las dos alas del águila grande para que volara al desierto, a su lugar; allí será mantenida lejos del dragón por un tiempo, dos tiempos y la mitad de un tiempo»: en la imagen hay un ángel cargando la luna, además de que la persona a la que se le apareció la Virgen de Guadalupe se llamaba Juan Diego Cuauhtlatoatzin, nombre que significa «águila que habla», y el viaje al desierto se podría entonces referir al proceso de reevangelización desde América a España. Pueden existir más semejanzas con respecto a la Virgen de Guadalupe, sin embargo, esto no significa que la mujer de Ap 12:1 sea ella.
Para algunas corrientes protestantes el niño representaría a una sección minoritaria de la Iglesia que sería arrebatada al cielo antes de que comiencen los juicios del Apocalipsis (Ap 12:5), mientras que la gran mayoría de la cristiandad se quedaría en la tierra a sufrir la persecución, y ellos serían el resto de sus hijos (Ap 12:17).

##### La Nueva Jerusalén

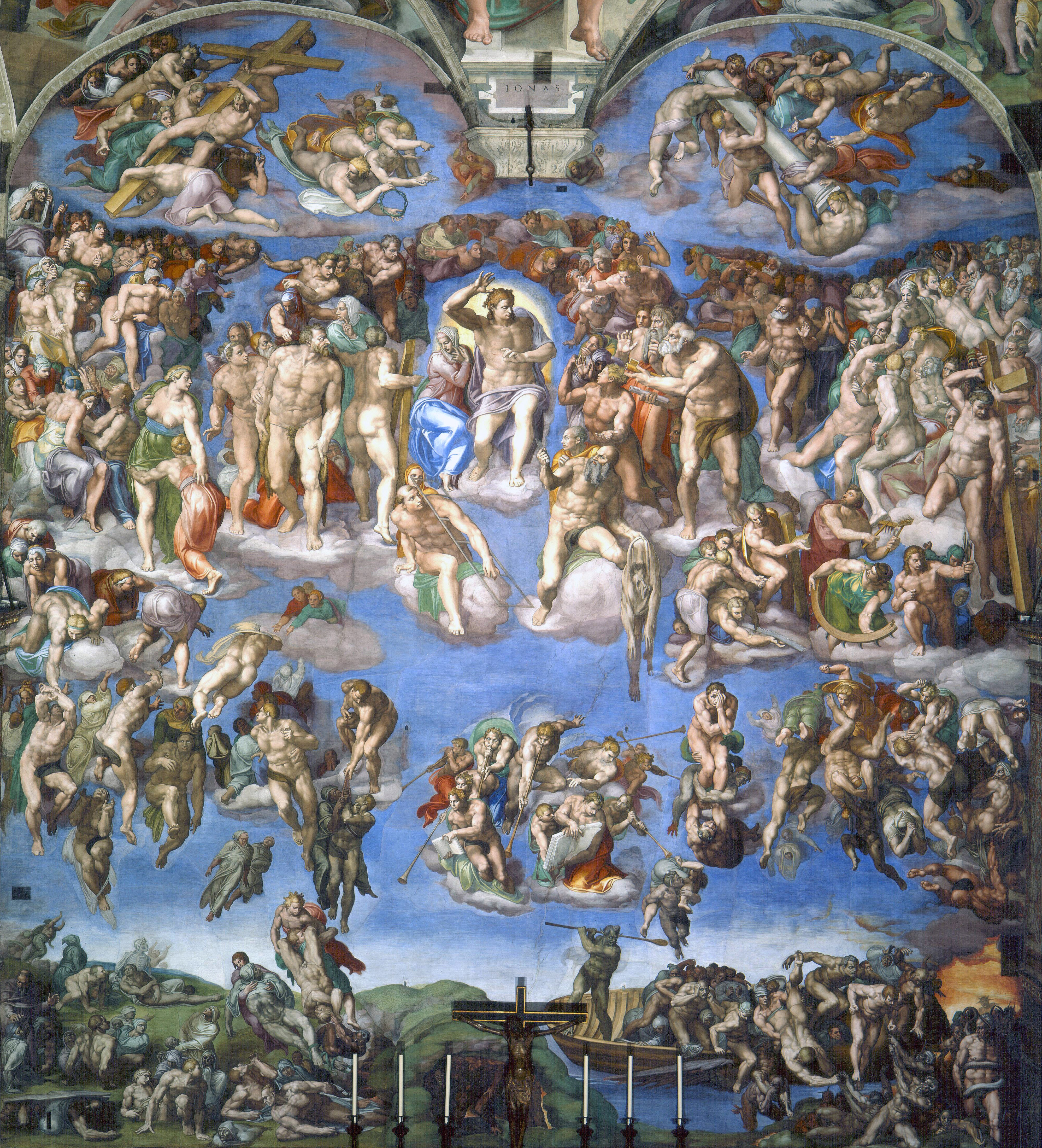
El juicio final, de Miguel Ángel Buonarroti.

(Ap 21-22) Este símbolo, presente en los últimos dos capítulos del Apocalipsis, se encuentra para muchos dentro de los mejores descritos, detallados y bellos del Nuevo Testamento. Con una triple recurrencia, el autor habla de la salvación de Dios al final de los tiempos.
- Primero con la nueva Jerusalén propiamente dicha, que desciende del cielo a la Tierra. (Ap 21:1-8)
- Después con las bodas del Cordero y su Esposa (la Iglesia). (Ap 21:9-27)
- Por último con una visión que recuerda a los primeros capítulos del Génesis (el primer libro en la Biblia), hablando de ríos y árboles que dan fruto eterno.[54] (Ap 22:1-5)

Para Prévost (Prévost, 2001: 116), esta parte (junto con el capítulo 20) es la única que en realidad tendría características escatológicas, mientras que el resto sería solo un reflejo de los conflictos que la comunidad cristiana del autor estarían viviendo en su época y de la esperanza puesta en Dios a través de Cristo muerto y resucitado en que esos conflictos no prevalecerían y también serían vencidos tarde o temprano.
Hay otra curiosidad relativa tanto a la nueva Jerusalén (que simboliza a la ciudad santa) y a Babilonia (que simboliza a la ciudad perversa): en Ap 18 aparece un lamento por la Babilonia destruida; en Ap 21 aparece la descripción de la nueva Jerusalén. Se puede notar que ambos pasajes son paralelos e inversos, es decir, que las descripciones de lamentación y de sentido negativo dadas a Babilonia, aparecen revertidas, en sentido de gozo y alegría para Jerusalén. (Prévost 2001: 117-119)